# Desmurgia

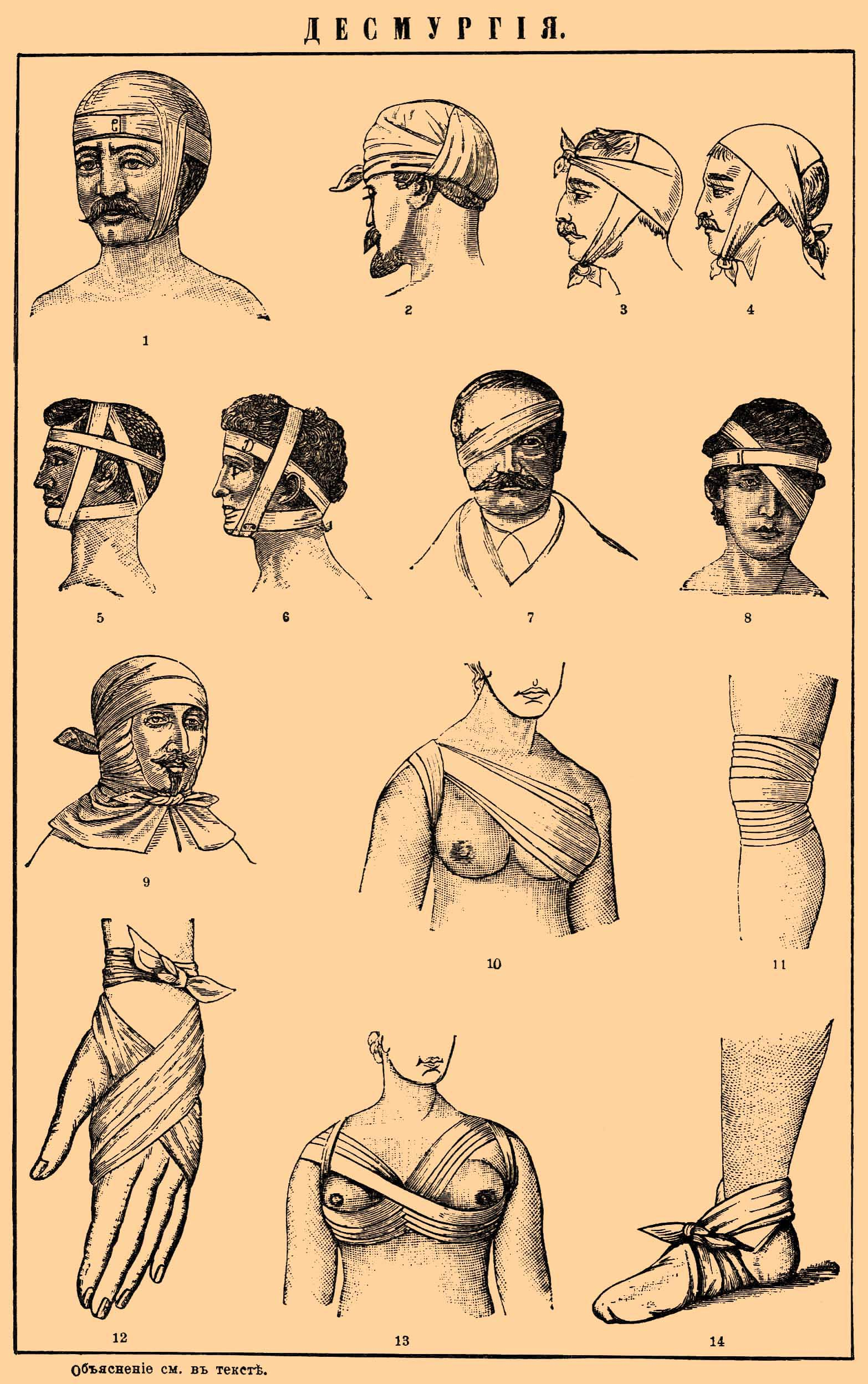
różne rodzaje opatrunków

Desmurgia (gr.desmos - więź, więzadło) – dział chirurgii, którego domeną są opatrunki. W kręgu zainteresowania desmurgii leży zarówno materiał służący do opatrywania ran, czyli opatrunek, jak również  jego budowa, funkcja oraz sposób założenia.
Podręczniki desmurgii zawierają informacje o ranach i opatrunkach, zasady bandażowania, rodzaje obwojów, sposób ich wykonania (bandażowanie poszczególnych części ciała), organizację sprzętu i miejsca przy opatrywaniu rany, dobór środków bezpieczeństwa pacjenta.  
Desmurgia zajmuje się także leczniczymi właściwościami bandażowania. Bandażowanie kompresyjne jako metoda lecznicza  wspomaga pracę mechanizmów odpowiedzialnych za prawidłowe krążenie chłonne i żylne. Wskazaniem do stosowania są m.in. obrzęki limfatyczne, niewydolność żylna, żylaki kończyn dolnych, obrzęki nóg podczas ciąży.